# شهر التار
شهر التار (به اسپانیایی: Altar Municipality) یک منطقهٔ مسکونی در مکزیک است که در ایالت سونورا واقع شده‌است.

## خصوصیات
شهر التار ۹٬۰۴۹ نفر جمعیت دارد.